# Гамільтон Тауншип (округ Адамс, Пенсільванія)
Гамільтон Тауншип (англ. Hamilton Township) — селище (англ. township) в США, в окрузі Адамс штату Пенсільванія. Населення — 2714 особи (2020).

## Демографія
Згідно з переписом 2010 року, у селищі мешкало 2530 осіб у 934 домогосподарствах у складі 752 родин. Було 989 помешкань
Расовий склад населення:
| - 97,1 % — білих - 0,4 % — чорних або афроамериканців - 0,4 % — азіатів |

До двох чи більше рас належало 1,1 %. Частка іспаномовних становила 2,6 % від усіх жителів.
За віковим діапазоном населення розподілялося таким чином: 23,7 % — особи молодші 18 років, 61,2 % — особи у віці 18—64 років, 15,1 % — особи у віці 65 років та старші. Медіана віку мешканця становила 42,5 року. На 100 осіб жіночої статі у селищі припадало 105,7 чоловіків;  на 100 жінок у віці від 18 років та старших — 102,9 чоловіків також старших 18 років.
Середній дохід на одне домашнє господарство  становив 84 053 долари США (медіана — 72 383), а середній дохід на одну сім'ю — 93 007 доларів (медіана — 79 355). Медіана доходів становила 51 019 доларів для чоловіків та 39 444 долари для жінок. За межею бідності перебувало 3,7 % осіб, у тому числі 4,8 % дітей у віці до 18 років та 4,0 % осіб у віці 65 років та старших.
Цивільне працевлаштоване населення становило 1360 осіб. Основні галузі зайнятості: виробництво — 25,4 %, освіта, охорона здоров'я та соціальна допомога — 24,3 %, роздрібна торгівля — 15,5 %.